# Thành Công, Ba Đình
Thành Công là một phường thuộc quận Ba Đình, thành phố Hà Nội, Việt Nam.
Phường Thành Công có diện tích 0,64 km², dân số năm 2022 là 24.126 người, mật độ dân số đạt 37.696 người/km².